# Podmorje Kostrene
Podmorje Kostrene este o arie protejată (sit de importanță comunitară — SCI) din Croația întinsă pe o suprafață de 71,22 ha, integral marine.

## Localizare
Centrul sitului Podmorje Kostrene este situat la coordonatele 45°17′50″N 14°29′35″E / 45.297174°N 14.492934°E.

## Înființare
Situl Podmorje Kostrene a fost declarat sit de importanță comunitară în iulie 2013 pentru a proteja un număr necunoscut de specii din flora spontană și fauna sălbatică aflate în arealul zonei.

## Biodiversitate
Situată în ecoregiunea marină mediteraneană, aria protejată conține 2 habitate naturale: Recifuri, Peșteri marine scufundate complet sau parțial.
La baza desemnării sitului se află un număr nedeclarat de specii protejate.